# アレクサンダー・スティーヴンズ
アレクサンダー・ハミルトン・スティーヴンズ(英語: Alexander Hamilton Stephens, 1812年2月11日 - 1883年3月4日)は、アメリカ連合国の副大統領、第50代ジョージア州知事。

## 生い立ち
ジョージア州タリフェア郡のクロウフォードヴィルの近くで生まれた。貧しさの中で成長し、数人の支援者によって教育を受けることができた。ジョージア州アテネのフランクリン大学（後のジョージア大学）を1832年に首席で卒業した。

## 政治活動
数年間恵まれない環境で教師を務めた後、法律を学び法曹界入りし、クロウフォードヴィルで弁護士として成功する。その後財産が増えると、南部社会において必要であった土地と奴隷を手に入れ始める。南北戦争までに34名の奴隷と数千エーカーの土地を所有していた。
南北戦争の終結後、アメリカ連合国の副大統領であったスティーヴンズは1865年10月まで5か月間、ボストン湾のフォート・ウォーレンに投獄された。1866年に新憲法下で招集された第一立法部によってアメリカ上院議員に選任されたが、ジョージア州が合衆国に再加入していなかったため、信任状が示されなかった。スティーヴンズはアンブロース・R・ライトの死によって生じた空席を満たすために第43議会へ民主党から選出され、1873年12月1日から議員職を務め、第44議会および続く3つの議会に再選され、1882年11月4日に辞職するまで下院議員職にあった。
スティーヴンズは1882年にジョージア州知事に選出され、死ぬまで知事を務めた。死後、アトランタのオークランド墓地に埋葬されたが、後に彼の邸宅があったクロウフォードヴィルの近くのリバティー・ホールに再埋葬された。
CSAドルの20ドル紙幣（第3・第5・第6・第7回発行分）には、スティーヴンズの肖像が使用された。